# Muhlenbergia cualensis
Muhlenbergia cualensis är en gräsart som beskrevs av Yolanda Herrera Arrieta och Paul M. Peterson. Muhlenbergia cualensis ingår i släktet muhlygräs, och familjen gräs. Inga underarter finns listade i Catalogue of Life.